# 鹿児島県立鹿屋農業高等学校
鹿児島県立鹿屋農業高等学校（かごしまけんりつ かのやのうぎょうこうとうがっこう）は、鹿児島県鹿屋市寿二丁目にある県立農業高等学校。農場内に鹿屋地域気象観測所（アメダス観測施設）が設置されている。

## 設置学科
- 農業科
- 畜産科
- 園芸科
- 農業機械科
- 農林環境科
- 食と生活科

1953年から1965年までは商業科も設置されていた。

## 沿革

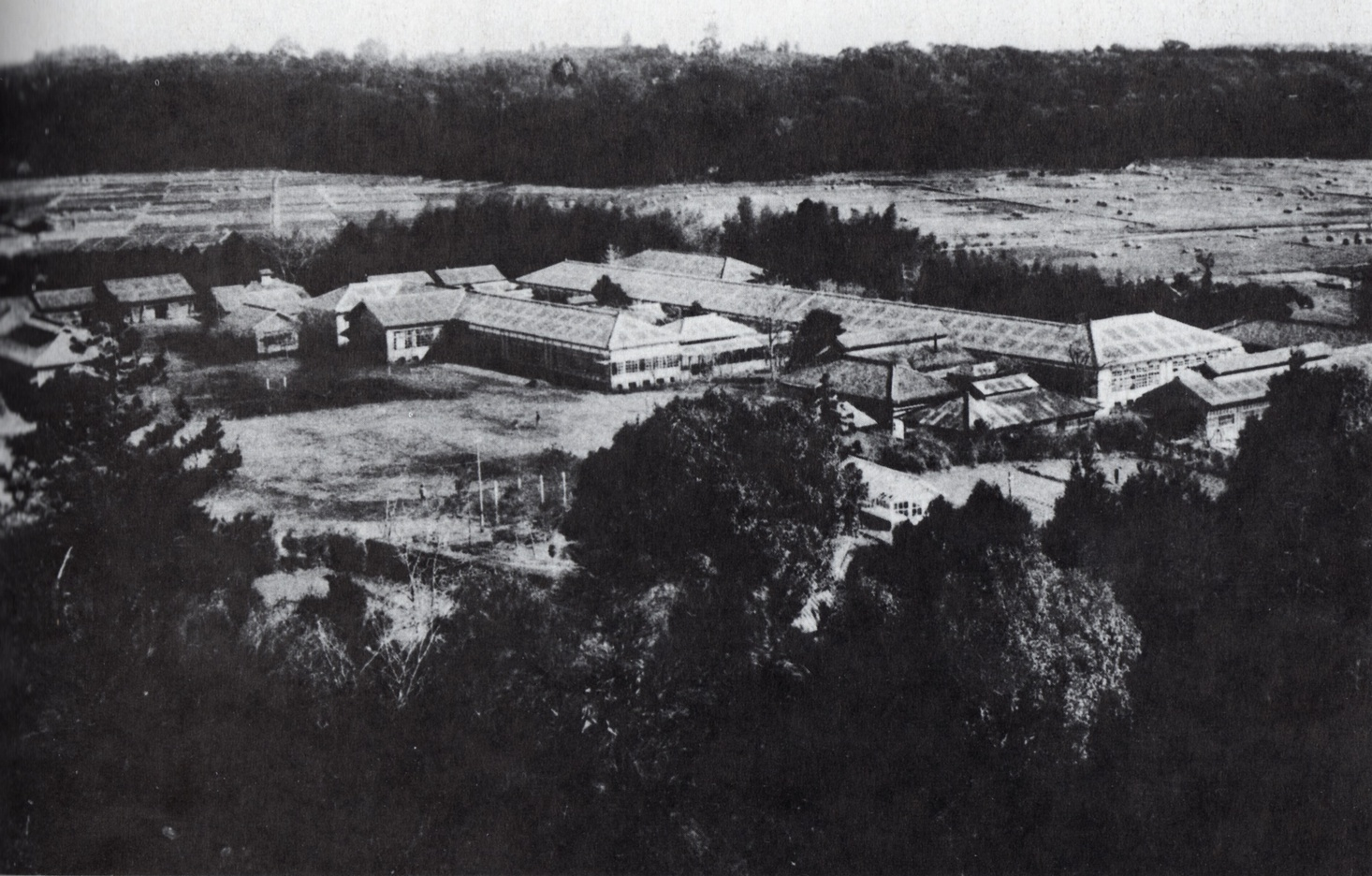
鹿屋農学校時代の外観（1925年、現在の市立鹿屋中学校敷地）

- 1895年 - 鹿児島県尋常師範学校付属専科農業講習所として鹿児島市に創立。
- 1896年 - 鹿児島県簡易農学校として独立。
- 1898年 - 鹿児島県農学校と改称。
- 1900年 - 鹿屋村祓川（鹿屋市打馬、現在の鹿屋市立鹿屋中学校敷地）に移転。
- 1902年 - 鹿児島県立鹿屋農学校と改称。
- 1937年 - 寿明院（じゅみょういん、現在地）に移転。
- 1948年 - 新制の鹿児島県鹿屋高等学校を設置、第一部として継承（第二部が旧県立鹿屋中学校、第三部が旧県立鹿屋高等女学校）。
- 1949年 - 鹿児島県鹿屋農業高等学校として独立。
- 1951年 - 鹿屋市高等学校を併設、大姶良分校および吾平・花岡・高隈の教場を管理。
- 1953年 - 吾平・高隈の教場を分校化。
- 1956年 - 鹿児島県立鹿屋農業高等学校と改称。
- 1958年 - 大姶良分校と花岡教場を廃止。在籍生徒は同年開校の鹿屋市立鹿屋女子高等学校に引き継ぎ。
- 1971年 - 高隈分校を鹿屋市立鹿屋女子高等学校高隈校舎として分離（1988年閉校）。
- 1988年 - 吾平分校を廃止。
- 1995年 - 創立100周年記念式典を挙行。
- 2015年-創立120周年記念式典を挙行。

## 著名な出身者
- 川原新次郎 - 国会議員（参議院）、鹿児島県喜入町長、地方議員
- 瀬戸口勉 - 中央競馬会騎手・調教師
- 西尾太作 - バレーボール選手
- 的場金右衛門 - 国会議員（衆議院）、農業技術者
- 宮ケ原浩 - 近代五種競技選手
- 山下栄 - 鹿児島県鹿屋市長
- 吉田正廣 - 歴史家（朝鮮史、鹿児島県の郷土史）